# Radomir Putnik (Woiwode)

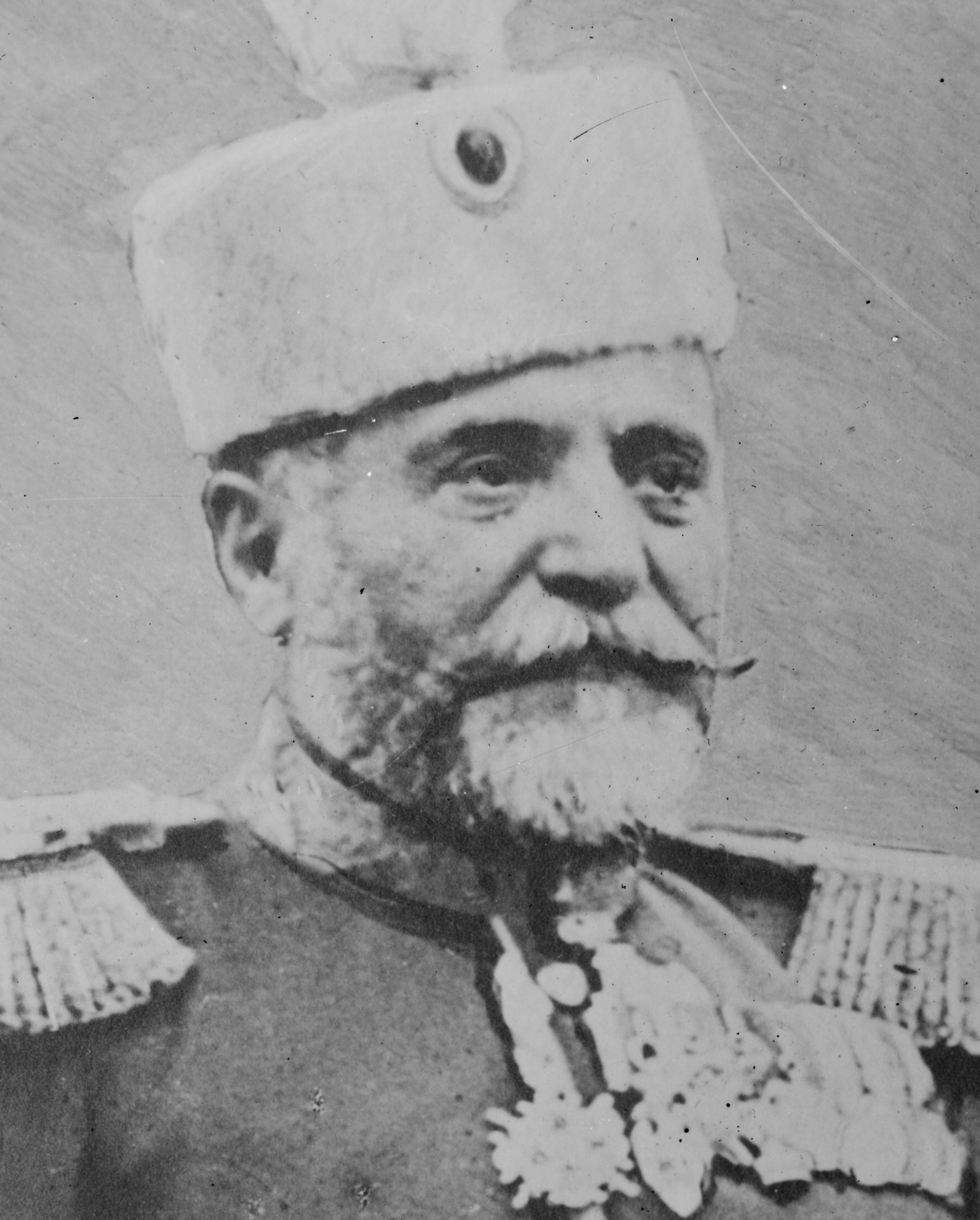
Radomir Putnik

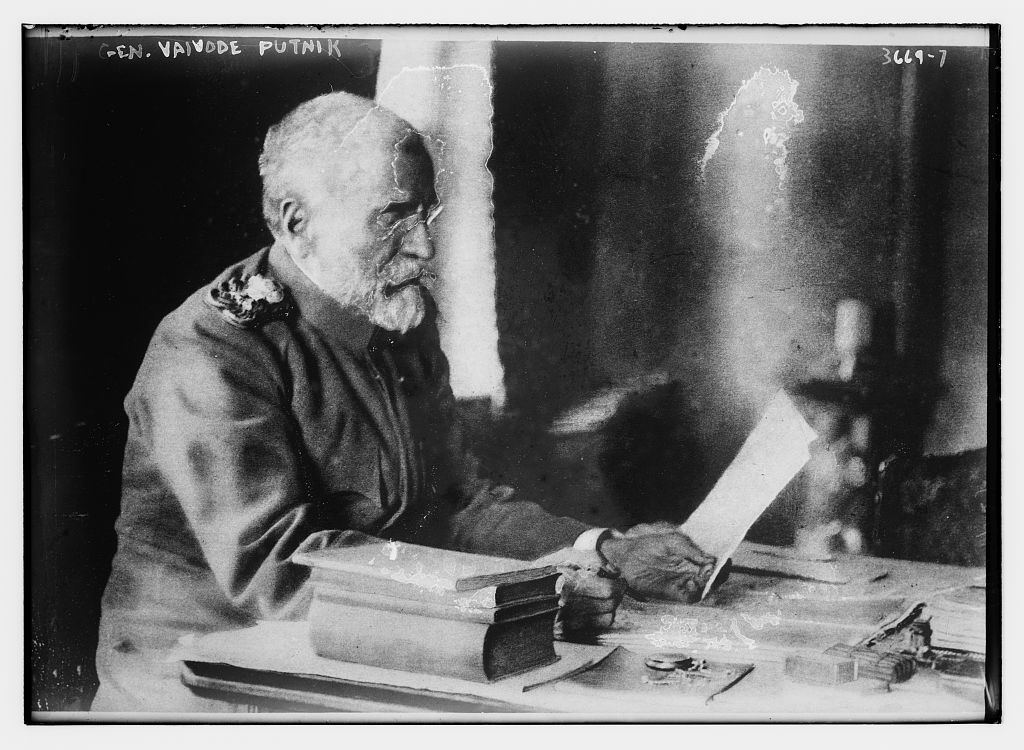
Generalstabschef Putnik in seinem Büro, August 1914

Radomir Putnik (* 24. Januar 1847 in Kragujevac, Serbien; † 17. Mai 1917 in Nizza, Frankreich) war ein Generalfeldmarschall im Königreich Serbien während der Balkankriege und im Ersten Weltkrieg. Von 1903 bis 1915 war er Generalstabschef der serbischen Armee. Er hatte beträchtlichen Anteil an der Schaffung eines modernen serbischen Heerwesens.

## Frühe Jahre
Radomir Putnik wurde am 24. Januar 1847 in Kragujevac geboren. Sein Vater Dimitrije war Lehrer von Beruf. Putnik ging in seiner Heimatstadt zur Schule und besuchte danach das dortige Gymnasium. 1861 trat er in die Belgrader Militärakademie ein und belegte als Schwerpunkt das Fach Artilleriewesen. 1866 wurde er Vizeleutnant, 1869 Kommandeur der 4. Feldbatterie. Schon als Vizeleutnant sah er die Notwendigkeit der Modernisierung der serbischen Streitkräfte und gab 1868 Anweisungen dazu. Obwohl Fürst Michael die allgemeine Wehrpflicht und ein stehendes Heer einführte, blieb die serbische Armee in vieler Hinsicht ein Milizheer. Im Serbisch-Osmanischen Krieg von 1876 bis 1878 war er Stabschef einer Brigade. Anschließend wurde Putnik Adjutant des Generalstabschefs. 1879 unternahm er eine Reise nach Russland, um dort vor allem die Schießpulverproduktion zu studieren. Danach hatte er wechselnde Kommandeursposten von Großverbänden oder Militärdistrikten inne. 1886 wurde er Leiter einer Abteilung des serbischen Generalstabs, 1890 Adjutant des Generalstabschefs und Dozent an der Militärakademie. Putnik schrieb zahlreiche militärische Lehrbücher und regte Reformen in der Armee an. Hierbei überschritt er oftmals seine Kompetenzen. Deswegen und wegen seiner Sympathien für die monarchiekritische Radikale Volkspartei wurde er 1896 vorzeitig pensioniert und aus der Armee entlassen. In der Folgezeit schreib er weiter militärische Lehrbücher und bildete als privater Lehrer Offiziere aus. Um 1899 nach einem Attentatsversuch auf König Milan einer Säuberungswelle im Militär zu entgehen, floh Putnik nach Österreich. Zudem ging er nach Frankreich, wo er Prüfungen zum Major absolvierte.

## Generalstabschef
Nach dem so genannten Mai-Umsturz 1903 wurde Radomir Putnik reaktiviert, vom Rang eines Obersts zum General befördert und zum neuen Generalstabschef bestellt. Putnik stand dem erfolgten Putsch kritisch gegenüber und unterstrich dies, indem er Živojin Mišić, einen noch pointierteren Gegner des Umsturzes zu seinem Stellvertreter machte. Allerdings nutzte er die Gelegenheit, um seine Reformpläne umzusetzen. Durch die Pensionierung mehrerer älterer Stabsoffiziere erreichte er eine Verjüngung der militärischen Führungsschicht. Strategisch legte er zunächst einen Schwerpunkt auf die Vorbereitung eines möglichen Kriegs im Süden gegen das Osmanische Reich, auf die Koordination des Militärs mit der im Aufbau befindlichen Eisenbahn und auf die Professionalisierung des Generalstabsoffiziere.
Von 1904 bis 1912 war er dreimal Kriegsminister. In den Balkankriegen 1912 und 1913 sowie im Ersten Weltkrieg führte er mit Generalfeldmarschall Živojin Mišić das serbische Heer.
Bei Ausbruch des Krieges am 28. Juli 1914 befand er sich im steirischen Bad Gleichenberg zur Kur. Der Kommandeur des österreichisch-ungarischen IV. Korps General der Kavallerie Carl Tersztyanszky verständigte den ungarischen Ministerpräsident Tiza, dass man beabsichtigte, Putnik zu verhaften, was für die k.u.k. Armee einige Vorteile bringen sollte. Tiza war damit wohl einverstanden, wollte aber noch die Meinung des Ministeriums des Äußeren einholen, doch die kam nicht mehr rechtzeitig an. So wurde der Vojvode im Budapester Militärkasino festgesetzt, und Österreich-Ungarn verfügte über eine wertvolle Geisel. Doch bei Berchtold setzte am darauffolgenden Tag ein Meinungsumschwung ein, der damit begründet wurde, dass am 26. Juli zwischen Österreich-Ungarn und Serbien noch kein Kriegszustand herrschte. Entscheidend dürfte freilich die Haltung des Kaisers Franz Joseph gewesen sein, denn dieser veranlasste die sofortige Freilassung des serbischen Generalstabschefs. Damit nicht genug richtete an Kriegsminister Krobatin ein Schreiben, in dem es unter anderem hieß: Gleichgültig, von wem der Befehl zur Anhaltung ausgegangen sei, „werden Sie demselben Meine vollste Mißbilligung sofort zu bekunden haben. Ich erwarte von allen in hohen Stellungen befindlichen Generalen ein selbständiges, rasches aber stets taktvolles und niemals unbedachtes Handeln.“
Obwohl an einer chronischen Lungenkrankheit leidend, zeichnete sich Putnik als Verantwortlicher für die Taktik der serbischen Streitkräfte der Jahre 1914 und 1915 aus, die u. a. große Erfolge wie die in der Schlacht von Cer oder Schlacht an der Kolubara hervorbrachte.
Putnik blieb Generalstabschef bis Ende 1915. Im Jahr darauf erkrankte er erneut an einem Lungenemphysem und ging zur Kur nach Nizza in Frankreich, wo er von der französischen Regierung in Ehren empfangen wurde und eine Villa auf Staatskosten zur Verfügung gestellt bekam. Dort verstarb Radomir Putnik am 17. Mai 1917.

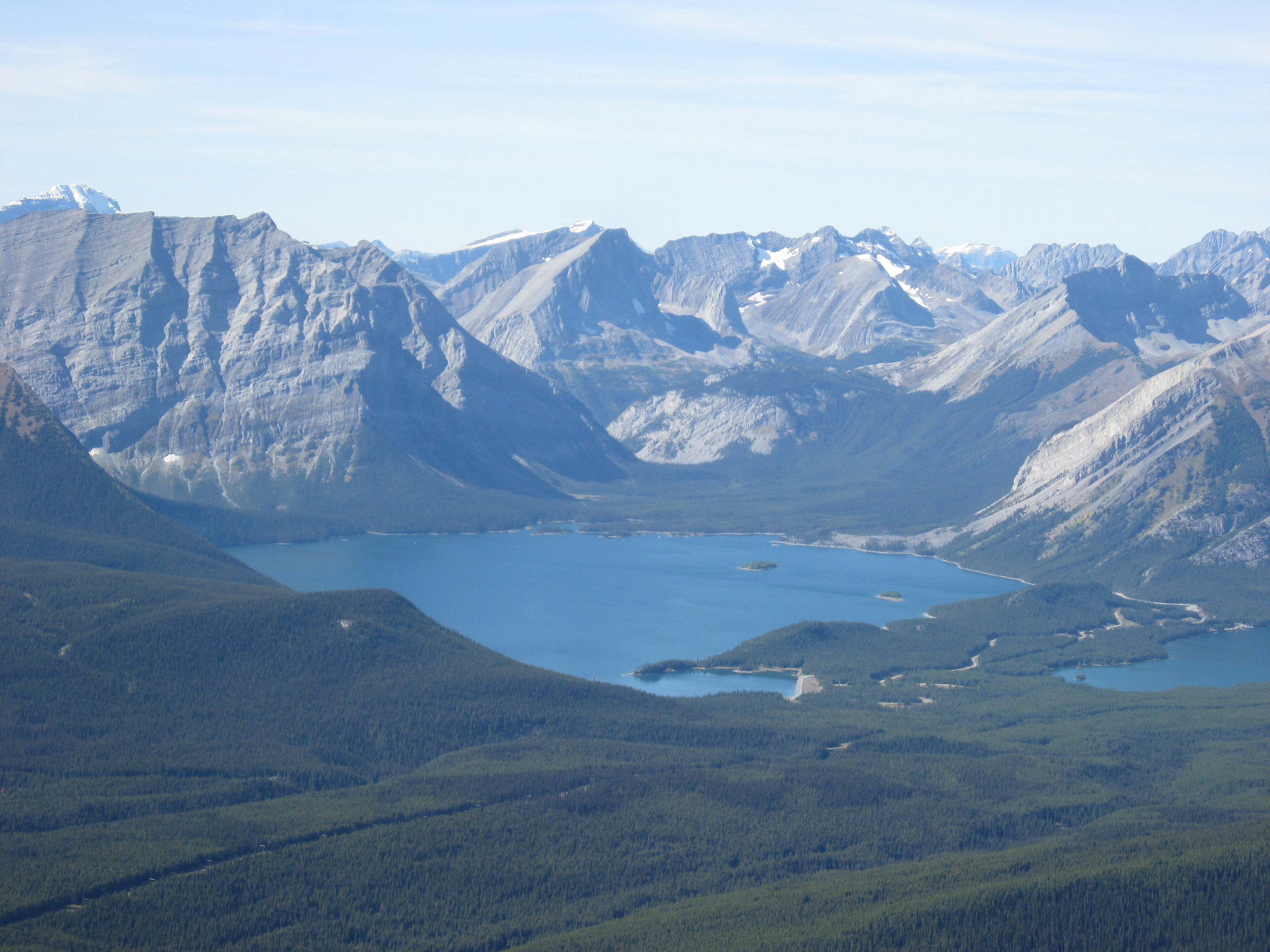
Kananaskis Country / Mount Putnik

## Trivia
Der Familienname „Putnik“ (Reisender, Wanderer) wurde angeblich seinem Großvater verliehen, als dieser aus dem Kosovo in das Banat übersiedelte.
In Kanada ist der Mount Putnik nach ihm benannt.